# Élections municipales liechtensteinoises de 2007
Les élections municipales liechtensteinoises de 2007 ont eu lieu le 28 janvier 2007.

## Résultats

### Résultats nationaux
| Parti                     | Parti                           | Voix    | %    | +/- | Sièges | +/-           | Maires | +/-           |
| ------------------------- | ------------------------------- | ------- | ---- | --- | ------ | ------------- | ------ | ------------- |
|                           | Parti progressiste des citoyens | 65 474  | 46,4 | 0,6 | 58     | 2             | 7      | 1             |
|                           | Union patriotique               | 62 529  | 44,3 | 0,9 | 52     | 3             | 4      | 1             |
|                           | Liste libre                     | 13 233  | 9,4  | 2,4 | 7      | en stagnation | 0      | en stagnation |
| Total des voix            | Total des voix                  | 141 236 | 100  | -   | 117    | en stagnation | 11     | en stagnation |
|                           |                                 |         |      |     |        |               |        |               |
| Votes valides             | Votes valides                   | 13 899  | 97,9 |     |        |               |        |               |
| Votes blancs et invalides | Votes blancs et invalides       | 299     | 2,1  |     |        |               |        |               |
| Total des votes           | Total des votes                 | 14 198  | 100  |     |        |               |        |               |
| Abstentions               | Abstentions                     | 3 682   | 20,6 |     |        |               |        |               |
| Inscrits / participation  | Inscrits / participation        | 17 880  | 79,4 |     |        |               |        |               |

### Maires
| Commune      | Maire sortant    | Parti    | Parti    | Maire élu       | Parti    | Parti    |
| Oberland     | Oberland         | Oberland | Oberland | Oberland        | Oberland | Oberland |
| ------------ | ---------------- | -------- | -------- | --------------- | -------- | -------- |
| Vaduz        | Karlheinz Ospelt |          | VU       | Ewald Ospelt    |          | FBP      |
| Balzers      | Anton Eberle     |          | FBP      | Anton Eberle    |          | FBP      |
| Planken      | Gaston Jehle     |          | FBP      | Rainer Beck     |          | VU       |
| Schaan       | Daniel Hilti     |          | VU       | Daniel Hilti    |          | VU       |
| Triesen      | Xaver Hoch       |          | FBP      | Günter Mahl     |          | FBP      |
| Triesenberg  | Hubert Sele      |          | VU       | Hubert Sele     |          | VU       |
| Unterland    |                  |          |          |                 |          |          |
| Eschen       | Gregor Ott       |          | FBP      | Gregor Ott      |          | FBP      |
| Gamprin      | Donath Oehri     |          | VU       | Donath Oehri    |          | VU       |
| Mauren       | Freddy Kaiser    |          | FBP      | Freddy Kaiser   |          | FBP      |
| Ruggell      | Jakob Büchel     |          | VU       | Ernst Büchel    |          | FBP      |
| Schellenberg | Norman Wohlwend  |          | FBP      | Norman Wohlwend |          | FBP      |

### Conseils Communaux
|              |    |    |   |     |  |  |  |  |  |
| Oberland     |    |    |   |     |  |  |  |  |  |
| Vaduz        | 6  | 6  | 1 | 13  |  |  |  |  |  |
| Balzers      | 5  | 7  | 1 | 13  |  |  |  |  |  |
| Planken      | 3  | 3  | 1 | 7   |  |  |  |  |  |
| Schaan       | 6  | 6  | 1 | 13  |  |  |  |  |  |
| Triesen      | 5  | 5  | 1 | 11  |  |  |  |  |  |
| Triesenberg  | 5  | 6  | 0 | 11  |  |  |  |  |  |
| Unterland    |    |    |   |     |  |  |  |  |  |
| Eschen       | 5  | 5  | 1 | 11  |  |  |  |  |  |
| Gamprin      | 5  | 4  | - | 9   |  |  |  |  |  |
| Mauren       | 7  | 3  | 1 | 11  |  |  |  |  |  |
| Ruggell      | 5  | 4  | - | 9   |  |  |  |  |  |
| Schellenberg | 6  | 3  | 0 | 9   |  |  |  |  |  |
|              |    |    |   |     |  |  |  |  |  |
| Total        | 58 | 52 | 7 | 117 |  |  |  |  |  |

## Résultats détaillés

### Oberland

#### Vaduz
Ewald Ospelt (Parti progressiste des citoyens) est élu maire 
Participation : 78,5 %
| Parti                             | Parti                           | Voix   | %      | +/- | Sièges | +/- |
| --------------------------------- | ------------------------------- | ------ | ------ | --- | ------ | --- |
|                                   | Parti progressiste des citoyens | 10 285 | 48,7 % | 2,4 | 6      | 0   |
|                                   | Union patriotique               | 8 887  | 42,1 % | 3,1 | 6      | 0   |
|                                   | Liste libre                     | 1 960  | 9,3 %  | 0,8 | 1      | 0   |
| Source : Ministère de l'Intérieur |                                 |        |        |     |        |     |

#### Balzers
Anton Eberle (Parti progressiste des citoyens) est élu maire 
Participation : 83,3 %
| Parti                             | Parti                           | Voix   | %      | +/- | Sièges | +/- |
| --------------------------------- | ------------------------------- | ------ | ------ | --- | ------ | --- |
|                                   | Union patriotique               | 10 995 | 47,7 % | 1,6 | 7      | 0   |
|                                   | Parti progressiste des citoyens | 9 326  | 40,5 % | 0,5 | 5      | 0   |
|                                   | Liste libre                     | 2 731  | 11,8 % | 2,1 | 1      | 0   |
| Source : Ministère de l'Intérieur |                                 |        |        |     |        |     |

#### Planken
Rainer Beck (Union patriotique) est élu maire 
Participation : 95,1 %
| Parti                             | Parti                           | Voix | %      | +/-  | Sièges | +/- |
| --------------------------------- | ------------------------------- | ---- | ------ | ---- | ------ | --- |
|                                   | Parti progressiste des citoyens | 581  | 46,1 % | 5,9  | 3      | 1   |
|                                   | Union patriotique               | 459  | 36,4 % | 13,8 | 3      | 2   |
|                                   | Liste libre                     | 220  | 17,5 % | 8,0  | 1      | 1   |
| Source : Ministère de l'Intérieur |                                 |      |        |      |        |     |

#### Schaan
Daniel Hilti (Union patriotique) est réélu maire 
Participation : 73,8 %
| Parti                             | Parti                           | Voix   | %      | +/- | Sièges | +/- |
| --------------------------------- | ------------------------------- | ------ | ------ | --- | ------ | --- |
|                                   | Union patriotique               | 10 957 | 46,7 % | 2,2 | 6      | 0   |
|                                   | Parti progressiste des citoyens | 9 821  | 41,9 % | 3,4 | 6      | 0   |
|                                   | Liste libre                     | 2 682  | 11,4 % | 1,2 | 1      | 0   |
| Source : Ministère de l'Intérieur |                                 |        |        |     |        |     |

#### Triesen
Günter Mahl (Parti progressiste des citoyens) est élu maire 
Participation : 74,9 %
| Parti                             | Parti                           | Voix  | %      | +/- | Sièges | +/- |
| --------------------------------- | ------------------------------- | ----- | ------ | --- | ------ | --- |
|                                   | Parti progressiste des citoyens | 7 444 | 46,3 % | 0,1 | 5      | 0   |
|                                   | Union patriotique               | 7 233 | 45,0 % | 0,3 | 5      | 0   |
|                                   | Liste libre                     | 1 403 | 8,7 %  | 0,3 | 1      | 0   |
| Source : Ministère de l'Intérieur |                                 |       |        |     |        |     |

#### Triesenberg
Hubert Sele (Union patriotique) est réélu maire 
Participation : 82,6 %
| Parti                             | Parti                           | Voix  | %      | +/- | Sièges | +/- |
| --------------------------------- | ------------------------------- | ----- | ------ | --- | ------ | --- |
|                                   | Union patriotique               | 6 552 | 51,8 % | 1,3 | 6      | 0   |
|                                   | Parti progressiste des citoyens | 5 389 | 42,6 % | 6,0 | 5      | 1   |
|                                   | Liste libre                     | 719   | 5,7 %  |     | 0      |     |
| Source : Ministère de l'Intérieur |                                 |       |        |     |        |     |

### Unterland

#### Eschen
Gregor Ott (Parti progressiste des citoyens) est réélu maire 
Participation : 78,4 %
| Parti                             | Parti                           | Voix  | %      | +/- | Sièges | +/- |
| --------------------------------- | ------------------------------- | ----- | ------ | --- | ------ | --- |
|                                   | Union patriotique               | 7 080 | 46,5 % | 1,4 | 5      | 0   |
|                                   | Parti progressiste des citoyens | 6 772 | 44,5 % | 7,6 | 5      | 1   |
|                                   | Liste libre                     | 1 358 | 8,9 %  |     | 1      |     |
| Source : Ministère de l'Intérieur |                                 |       |        |     |        |     |

#### Gamprin
Donath Oehri (Union patriotique) est réélu maire 
Participation : 81,6 %
| Parti                             | Parti                           | Voix  | %      | +/- | Sièges | +/- |
| --------------------------------- | ------------------------------- | ----- | ------ | --- | ------ | --- |
|                                   | Parti progressiste des citoyens | 2 571 | 55,8 % | 2,1 | 5      | 0   |
|                                   | Union patriotique               | 2 037 | 44,2 % | 2,1 | 4      | 0   |
| Source : Ministère de l'Intérieur |                                 |       |        |     |        |     |

#### Mauren
Freddy Kaiser (Parti progressiste des citoyens) est réélu maire 
Participation : 79,0 %
| Parti                             | Parti                           | Voix  | %      | +/- | Sièges | +/- |
| --------------------------------- | ------------------------------- | ----- | ------ | --- | ------ | --- |
|                                   | Parti progressiste des citoyens | 7 241 | 56,1 % | 1,1 | 7      | 0   |
|                                   | Union patriotique               | 3 864 | 29,9 % | 2,0 | 3      | 0   |
|                                   | Liste libre                     | 1 805 | 14,0 % | 3,1 | 1      | 0   |
| Source : Ministère de l'Intérieur |                                 |       |        |     |        |     |

#### Ruggell
Ernst Büchel (Parti progressiste des citoyens) est élu maire 
Participation : 88,1 %
| Parti                             | Parti                           | Voix  | %      | +/- | Sièges | +/- |
| --------------------------------- | ------------------------------- | ----- | ------ | --- | ------ | --- |
|                                   | Parti progressiste des citoyens | 3 974 | 55,1 % | 0,2 | 5      | 0   |
|                                   | Union patriotique               | 3 242 | 44,9 % | 0,2 | 4      | 0   |
| Source : Ministère de l'Intérieur |                                 |       |        |     |        |     |

#### Schellenberg
Norman Wohlwend (Parti progressiste des citoyens) est réélu maire 
Participation : 88,3 %
| Parti                             | Parti                           | Voix  | %      | +/- | Sièges | +/- |
| --------------------------------- | ------------------------------- | ----- | ------ | --- | ------ | --- |
|                                   | Parti progressiste des citoyens | 2 070 | 56,7 % | 0,3 | 6      | 1   |
|                                   | Union patriotique               | 1 223 | 33,5 % | 9,4 | 3      | 1   |
|                                   | Liste libre                     | 355   | 9,7 %  |     | 0      |     |
| Source : Ministère de l'Intérieur |                                 |       |        |     |        |     |